# Joseph Davidovits
Joseph Davidovits (23 de març de 1935) és un químic francès. En els anys setanta del segle xx va ser director de recerca i estudiós universitari. Va inventar una nova teoria de la química dels minerals, sobre els anomenats «geopolímers».
Va presentar el 1979 dues hipòtesis al segon congrés internacional de Egiptología, organitzat pel Centre Nacional de la Recerca Científica (CNRS) a Grenoble; la primera sobre la fabricació d'objectes de pedra emmotllada (gerres de pedra dura) pels antics egipcis, i la segona sobre la construcció de les piràmides amb pedra emmotllada. Ambdues teories es basen en la tècnica de la pedra emmotllada feta de geopolímers (una espècie de formigó) i no de pedra tallada com manté la història oficial.
Aquestes teories, juntament amb una altra sobre els orígens dels israelians, no són reconegudes per la majoria de científics actuals, ja que diuen que no s'ajusten als principis bàsics del mètode científic.
La teoria de Davidovits va ser presa en compte pel prof. Hobbs del Massachusetts Institute of Technology (MIT) de Boston que fa proves per a reconstruir, amb l'ajuda d'un equip de col·laboradors, una piràmide a escala, d'acord amb les dades subministrades pel químic francès en el seu estudi.

## Escrits
- El formigó dels Faraons,[Títol inventat] a Món Prohibit citat per la revista Focus.[cal citació]